# Taxatie
Een taxatie is het inschatten van de waarde van een object. Dit wordt gedaan bij huizen en informatie, kunstwerken en verzamelobjecten. Bij huizen wordt dit gedaan door een taxateur. Een makelaar kan enkel een waardebepaling geven. Een waardebepaling is een inschatting van de waarde die een woning heeft op het moment van opname, vooral gekeken naar vergelijkbare objecten in de omgeving, en de ervaring van de makelaar. Een taxatie van een object is belangrijk wanneer men dit wil kopen, verkopen of verzekeren.
Taxeren is het inschatten door een onafhankelijk, erkend en ter zake kundig persoon, van de waarde van alle roerende en onroerende objecten.
Een taxateur kan erg nuttig zijn voor waardebepalingen bij bijvoorbeeld vraag- en aanbod sites op internet (voor kopende/verkopende partij), bij erfenissen, scheidingen, enz.
Onafhankelijk zijn is een van de deugden die een taxateur beslist moet bezitten. Daarnaast is het zonder meer een must om zich de kwestie of object eigen te kunnen maken, cq. gespecialiseerd te zijn in de waarde van het object.
Erkend zijn van een makelaar of een taxateur is zonder meer een vereiste. In Nederland zijn twee certificerende instellingen die makelaars toetsen op vakbekwaamheid: DNV en Hobéon SKO. Met een certificaat van DNV (als enige geaccrediteerd door de Raad voor Accreditatie) kan men worden ingeschreven in het register van de Stichting Certificering Voor Makelaars en taxateurs (SCVM), met een certificaat van Hobéon SKO kan men worden ingeschreven in het register van Vastgoedcert. Taxateurs dienen ingeschreven te zijn bij het Nederlands Register Vastgoed Taxateurs (NRVT). 
Om in aanmerking te komen voor een certificaat van vakbekwaamheid en zodoende opgenomen te worden in een van deze registers, dient men aantoonbaar vakbekwaam te zijn. Dit wordt getoetst middels examens, ook wordt gekeken naar het verleden, het beroep, de eerbaarheid en natuurlijk dient men zich te houden aan de gedragscode van het register en/of de branchevereniging.
Naast ingeschreven te staan als taxateur bij het NRVT wordt bij de meeste woningtaxaties ook gevraagd om een validatie van het taxatierapport door het Nederlands Woning Waarde Instituut (NWWI).

## Voordeel van een taxatie
In verzekeringsland heeft een taxatie als voordeel dat het voorkomt dat men onderverzekerd raakt. Men dient dan wel de geldigheidsduur van de taxatie in de gaten te houden. Verder heeft het in deze context als voordeel dat er bij schade niet slechts de dagwaarde uitgekeerd wordt maar de taxatiewaarde. Dit is in de wet zo vastgelegd (artikel 7:960BW). De verzekeraar is verplicht om de taxatiewaarde uit te keren.

## Gevel- en hybride taxatie van woningen
In specifieke situaties hoeft een woning niet uitgebreid geïnspecteerd te worden om de waarde ervan te bepalen. Bijvoorbeeld als er in één complex veel identieke woningen zijn. In zo'n geval kan een geveltaxatie of hybride taxatie volstaan. Bij een geveltaxatie bezichtigt de taxateur alleen de buitenkant van een woning. Vindt er helemaal geen inspectie op locatie plaats, dan is er sprake van een hybride taxatie. Deze taxatiemethodes zijn toegestaan, maar wel alleen als de taxateur besluit dat een verantwoorde waardering mogelijk is op deze manier. Ook moet het doel van de taxatie een onvolledige inspectie toestaan. Als bijvoorbeeld de waarde van veel woningen tegelijk wordt bepaald, kunnen ze niet allemaal diepgaand worden geïnspecteerd. In zo'n geval ligt een gevel- of hybride taxatie voor de hand. Maar als het gaat om één woning en het is belangrijk dat die op maat wordt getaxeerd, dan is nauwkeurige inspectie noodzakelijk.